# Please Like Me
Please Like Me is een Australische televisieserie die voor het eerst werd uitgezonden door de Australische zender ABC2 op 28 februari 2013. Van deze dramedy werden 32 afleveringen gemaakt. Hoofdrollen worden gespeeld door Josh Thomas, Debra Lawrance, David Roberts, Judi Farr en Thomas Ward. De serie is beschikbaar op Netflix.
Please Like Me werd grotendeels geschreven door hoofdrolspeler Josh Thomas. Het merendeel van de episodes werden geregisseerd door Matthew Saville.

## Synopsis
Het leven van de twintigjarige Josh verandert op een dag drastisch. Zijn vriendin Claire stopt de relatie omdat Josh volgens haar homoseksueel is. Zijn moeder Rose heeft een mislukte zelfmoordpoging achter de rug omdat ze de scheiding met haar man Alan niet kan verwerken. Hierdoor is Josh verplicht om terug bij haar in te gaan wonen. Ook de hulp van de ietwat oubollige tante Peg moet worden ingeschakeld op momenten dat Josh niet bij zijn moeder kan zijn, omdat Rose niet alleen mag worden gelaten. En Geoffrey, de nieuwe collega van zijn beste vriend Tom, heeft een oogje op Josh.
Josh ontdekt al snel dat hij gevoelens heeft voor Geoffrey en ze starten een relatie. Josh wil dit niet aan zijn ouders en tante Peg zeggen uit vrees van hun reactie. Tante Peg betrapt Josh en Geoffrey tijdens een innige kus en chanteert hen: indien ze de volgende zondag niet naar de misviering gaan, zal zij zijn ouders inlichten. Wanneer Josh en Geoffrey later op die avond uitgaan, moeten ze Alan - die omwille van dronkenschap zijn auto niet meer weet staan - ophalen. Tijdens de autorit zegt Geoffrey dat hij homoseksueel is. Alan antwoordt hierop dat hij denkt dat zijn zoon Josh ook homoseksueel is. Daarop verklaart Geoffrey dat hij een relatie heeft met Josh.
Tijdens de misviering - waar Josh, Geoffrey, tante Peg, Alan en Rose ook aanwezig zijn - uit de homofobe priester zijn ongenoegen over homoseksualiteit: "een levenswijze die niet getolereerd kan worden omdat het onnatuurlijk is en tegen de wil van God." Tegen alle verwachtingen in staat tante Peg recht en gaat in tegendiscussie: "men wordt als homo, lesbienne, … geboren en kiest hier niet voor. Als het onnatuurlijk is, is het een fout van God dewelke hij nooit heeft rechtgezet. Dat wil dus zeggen dat God homoseksualiteit toelaat en men ook van zulke mensen moet houden." Daarop verklaart ze dat haar neef Josh homoseksueel is en dat daar niets mis mee is. Ze verlaat de viering en maant haar familieleden en Geoffrey aan om haar te volgen. Nu ook Rose weet dat haar zoon homoseksueel is - iets wat ze ook al langer dacht - stelt Geoffrey zich aan haar voor als vaste vriend van Josh.

## Rolverdeling
| Josh Thomas            | Josh      | Hoofdrol    | Hoofdrol    | Hoofdrol    | Hoofdrol    |
| Debra Lawrance         | Rose      | Hoofdrol    | Hoofdrol    | Hoofdrol    | Hoofdrol    |
| David Roberts          | Alan      | Hoofdrol    | Hoofdrol    | Hoofdrol    | Hoofdrol    |
| Judi Farr              | Aunty Peg | Hoofdrol    |             |             |             |
| Thomas Ward            | Tom       | Hoofdrol    | Hoofdrol    | Hoofdrol    | Hoofdrol    |
| Wade Briggs            | Geoffrey  | Hoofdrol    | Gastrol     |             | Gastrol     |
| Caitlin Stasey         | Claire    | Hoofdrol    | Wederkerend | Hoofdrol    | Hoofdrol    |
| Nikita Leigh-Pritchard | Niamh     | Hoofdrol    | Wederkerend |             |             |
| Renee Lim              | Mae       | Hoofdrol    | Hoofdrol    | Hoofdrol    | Hoofdrol    |
| Denise Drysdale        | Ginger    |             | Hoofdrol    |             |             |
| Hannah Gadsby          | Hannah    |             | Hoofdrol    | Hoofdrol    | Hoofdrol    |
| Charles Cottier        | Patrick   |             | Hoofdrol    |             |             |
| Keegan Joyce           | Arnold    |             | Hoofdrol    | Hoofdrol    | Hoofdrol    |
| Charlotte Nicdao       | Jenny     |             | Hoofdrol    |             |             |
| Bob Franklin           | Stuart    |             | Hoofdrol    | Wederkerend |             |
| Emily Barclay          | Ella      |             |             | Hoofdrol    | Hoofdrol    |
| John (hond)            | John      | Wederkerend | Wederkerend | Wederkerend | Wederkerend |
| Andrew S. Gilbert      | Rod       | Wederkerend |             |             |             |
| Nick Cody              | Steve     |             | Wederkerend | Gastrol     |             |
| David Quirk            | Ben       |             |             | Wederkerend | Gastrol     |

## Afleveringen

### Prijzen en nominaties
| Jaar | Prijs                             | Categorie                                        | Genomineerde(n)                                                                         | Uitslag     |
| ---- | --------------------------------- | ------------------------------------------------ | --------------------------------------------------------------------------------------- | ----------- |
| 2013 | Australian Writers Guild Awards   | Best Writing in a Comedy: Situation or Narrative | Josh Thomas, Liz Doran and Thomas Ward – Series 1, Episode 3 'Portuguese Custard Tarts' | Gewonnen    |
| 2013 | Australian Writers Guild Awards   | Best Writing in a Comedy: Situation or Narrative | Josh Thomas, Liz Doran and Thomas Ward – Series 1, Episode 5 'Spanish Eggs'             | Genomineerd |
| 2014 | 3rd AACTA Awards                  | Best Television Comedy Series                    | Please Like Me – Todd Abbott                                                            | Gewonnen    |
| 2014 | 3rd AACTA Awards                  | Best Performance in a Television Comedy          | Josh Thomas                                                                             | Genomineerd |
| 2014 | 3rd AACTA Awards                  | Best Direction in a Television Drama or Comedy   | Matthew Saville – Series 1, Episode 3 'Portuguese Custard Tarts'                        | Genomineerd |
| 2014 | GLAAD Media Awards                | Outstanding Comedy Series                        | Please Like Me                                                                          | Genomineerd |
| 2014 | Australian Directors Guild Awards | Best Direction: TV Comedy                        | Matthew Saville                                                                         | Gewonnen    |
| 2014 | Rose d'Or                         | Sitcom                                           | Please Like Me                                                                          | Genomineerd |
| 2014 | Logie Awards                      | Most Outstanding Light Entertainment Program     | Please Like Me                                                                          | Genomineerd |
| 2014 | International Emmy Award          | Best Comedy Series                               | Please Like Me                                                                          | Genomineerd |
| 2014 | Australian Screen Editors Awards  | Best Editing in a Television Comedy              | Julie-Anne De Ruvo – Season 2, Episode 2 'Ham'                                          | Genomineerd |
| 2015 | 4th AACTA Awards                  | Best Television Comedy Series                    | Please Like Me – Todd Abbott, Josh Thomas and Kevin Whyte                               | Genomineerd |
| 2015 | 4th AACTA Awards                  | Best Direction in a Television Drama or Comedy   | Matthew Saville – Series 2, Episode 7 'Scroggin'                                        | Genomineerd |
| 2015 | 4th AACTA Awards                  | Best Screenplay in Television                    | Josh Thomas – Series 2, Episode 7 'Scroggin'                                            | Gewonnen    |
| 2015 | 4th AACTA Awards                  | Best Performance in a Television Comedy          | Debra Lawrance                                                                          | Gewonnen    |
| 2015 | 4th AACTA Awards                  | Best Performance in a Television Comedy          | Josh Thomas                                                                             | Genomineerd |
| 2015 | 4th AACTA Awards                  | Best Sound in Television                         | John Wilkinson and Simon Rosenberg – Series 2, Episode 7 'Scroggin'                     | Genomineerd |
| 2015 | Logie Awards                      | Most Popular Actor                               | Josh Thomas, Please Like Me                                                             | Genomineerd |
| 2015 | Logie Awards                      | Most Outstanding Comedy Program                  | Please Like Me                                                                          | Genomineerd |
| 2015 | GLAAD Media Awards                | Outstanding Comedy Series                        | Please Like Me                                                                          | Genomineerd |
| 2015 | Australian Writers Guild Awards   | Best Writing in a Comedy: Situation or Narrative | Josh Thomas – Series 2, Episode 7 'Scroggin'                                            | Gewonnen    |
| 2015 | Australian Directors Guild Awards | Best Direction in a TV Comedy                    | Matthew Saville – Series 2, Episode 7 'Scroggin'                                        | Gewonnen    |
| 2015 | Australian Screen Editors Awards  | Best Editing in a Television Comedy              | Julie-Anne De Ruvo – Please Like Me (Series 2)                                          | Gewonnen    |
| 2015 | Screen Producers Australia Awards | Comedy Television Production of the Year         | Please Like Me Season 2, Guesswork Television                                           | Gewonnen    |
| 2015 | Prism Awards                      | Comedy Episode or Multi-Episode Storyline        | Please Like Me Season 2 (Pivot)                                                         | Genomineerd |
| 2015 | Dorian Awards                     | LGBTQ TV Show of the Year                        | Please Like Me (Pivot)                                                                  | Genomineerd |
| 2015 | Dorian Awards                     | Unsung TV Show of the Year                       | Please Like Me (Pivot)                                                                  | Genomineerd |
| 2016 | GLAAD Media Awards                | Outstanding Comedy Series                        | Please Like Me (Pivot)                                                                  | Genomineerd |
| 2016 | Logie Awards                      | Best Actor                                       | Josh Thomas, Please Like Me                                                             | Genomineerd |
| 2016 | Logie Awards                      | Most Outstanding Comedy Program                  | Please Like Me                                                                          | Genomineerd |
| 2016 | Australian Writers Guild Awards   | Best Writing in a Comedy: Situation or Narrative | Josh Thomas – Season 3, 'Coq au Vin'                                                    | Genomineerd |
| 2016 | Australian Writers Guild Awards   | Best Writing in a Comedy: Situation or Narrative | Josh Thomas and Liz Doran – Season 3, 'Pancakes with Faces'                             | Gewonnen    |
| 2016 | Australian Writers Guild Awards   | Best Writing in a Comedy: Situation or Narrative | Josh Thomas, Liz Doran and Thomas Ward – Season 3, 'Simple Carbohydrates'               | Genomineerd |
| 2016 | Australian Screen Editors Awards  | Best Editing in a Comedy                         | Julie-Anne De Ruvo – Please Like Me, Season 3 – Episode 10                              | Gewonnen    |
| 2016 | Screen Producers Australia Awards | Comedy Television Production of the Year         | Please Like Me Season 3, Guesswork Television                                           | Genomineerd |
| 2016 | Prism Awards                      | Comedy Episode or Multi-Episode Storyline        | Please Like Me Season 3 (Pivot)                                                         | Genomineerd |
| 2016 | 6th AACTA Awards                  | Best Television Comedy Series                    | Please Like Me – Todd Abbott, Josh Thomas, Lisa Wang and Kevin Whyte                    | Genomineerd |
| 2017 | Logie Awards                      | Most Outstanding Supporting Actress              | Debra Lawrance                                                                          | Gewonnen    |
| 2017 | Logie Awards                      | Most Outstanding Comedy Program                  | Please Like Me                                                                          | Gewonnen    |